# اسپارتا بی.وی.

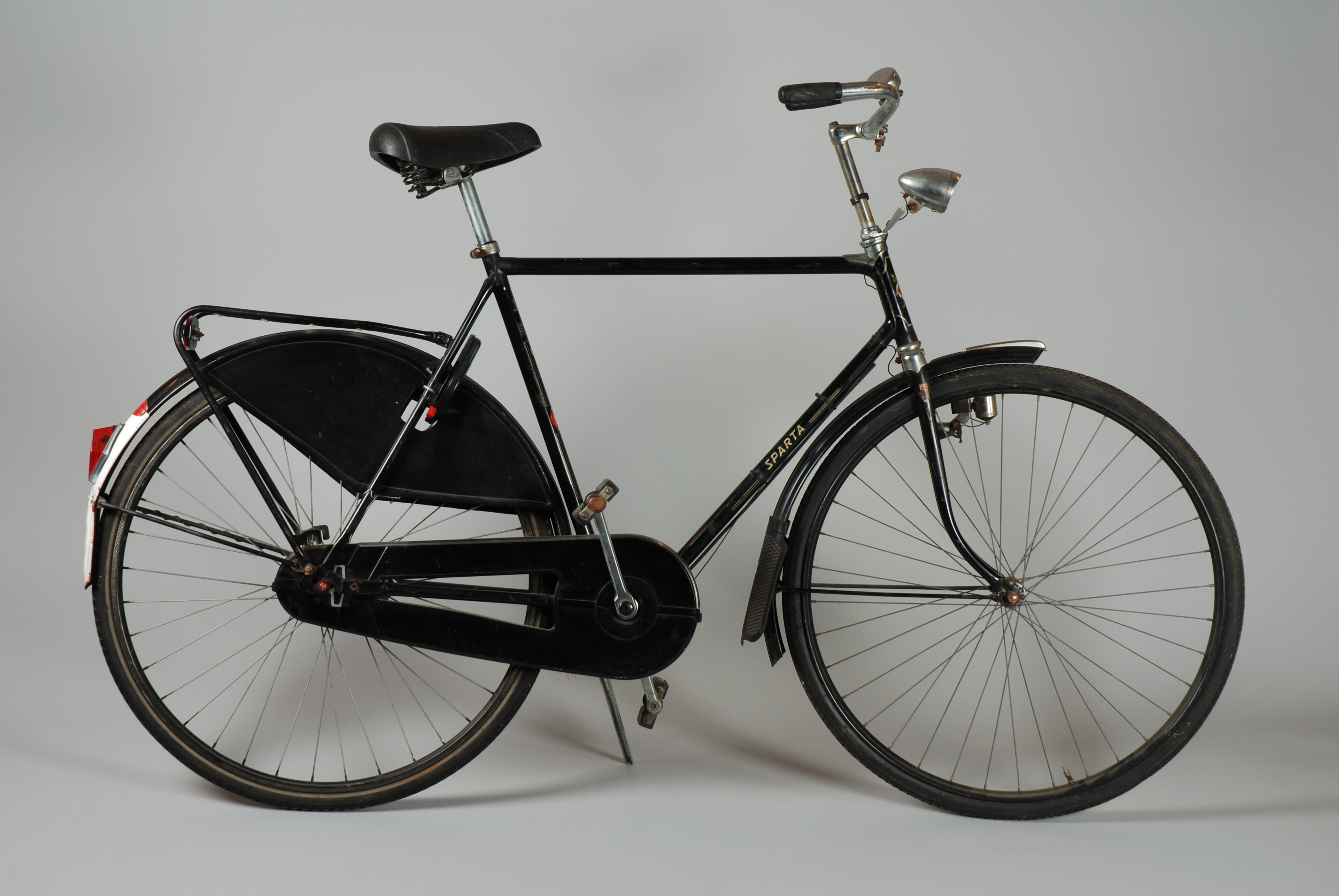
نمایی از یک دوچرخه «اسپارتا بی.وی.» محصول دهه ۵۰ میلادی

اسپارتا بی.وی. (انگلیسی: Sparta B.V.) شرکت موتورسیکلت‌سازی هلندی است، که در سال ۱۹۱۷ تأسیس شد.